# روي فينش
روي فينش (بالإنجليزية: Roy Finch)‏ (7 أبريل 1922 في المملكة المتحدة - 14 أغسطس 2007) هو لاعب كرة قدم بريطاني (وحمل سابقاً جنسية المملكة المتحدة لبريطانيا العظمى وأيرلندا) في مركز الهجوم. لعب مع سوانزي سيتي ووست بروميتش ألبيون ولينكولن سيتي أف سي.